# Иза 3-я
Иза 3-я — река в Новосибирской области России. Устье реки находится в 94 км по левому берегу реки Иня. Длина реки составляет 13 км.

## Данные водного реестра
По данным государственного водного реестра России относится к Верхнеобскому бассейновому округу, водохозяйственный участок реки — Иня, речной подбассейн реки — бассейны притоков (Верхней) Оби до впадения Томи. Речной бассейн реки — (Верхняя) Обь до впадения Иртыша.